# Labisia pothoina
Labisia pothoina är en viveväxtart som beskrevs av John Lindley. Labisia pothoina ingår i släktet Labisia och familjen viveväxter. Inga underarter finns listade i Catalogue of Life.